# Stanleybet
Stanleybet este o casă de pariuri internațională, înființată în anul 1997, cu sediul în Liverpool.
Compania este prezentă și în România, începând cu anul 2004..